# Xylosma longipedicellata
Xylosma longipedicellata là một loài thực vật có hoa trong họ Liễu. Loài này được A. Pool miêu tả khoa học đầu tiên năm 1997.